# Техаська різанина бензопилою (фільм, 2003)
Техаська різанина бензопилою (англ. The Texas Chainsaw Massacre) — фільм жахів 2003 року, ремейк культового фільму 1974. Режисер — Маркус Ніспел.

## Сюжет
Компанія хлопців та дівчат їде на машині до Мексики. Відвернувшись, вони ледь не збивають дивну дівчину, яка бреде по дорозі. Вони вирішили підвезти її і взяли з собою. Але коли вони приїхали до селища, вона почала кричати, плакати, а потім витягла з вагіни револьвер і застрелилася. Хлопці та дівчата були шоковані, але вони не знали, що цей інцидент лише початок кошмару.